# Station Fontenay-le-Fleury
Station Fontenay-le-Fleury is een spoorwegstation aan de spoorlijn Saint-Cyr - Surdon. Het ligt in de Franse gemeente Fontenay-le-Fleury in het departement Yvelines (Île-de-France).

## Geschiedenis
Het station werd op 15 juni 1864 geopend door de Compagnie des chemins de fer de l'Ouest bij de opening van de sectie Saint-Cyr - Dreux. Sinds zijn oprichting is het station eigendom van de Société nationale des chemins de fer français (SNCF).

## Ligging
Het station ligt op kilometerpunt 24,258 van de spoorlijn Saint-Cyr - Surdon.

## Diensten
Het station wordt aangedaan door treinen van Transilien lijn N tussen Paris-Montparnasse en Mantes-la-Jolie. Bepaalde treinen rijden tot Plaisir - Grignon.

## Vorige en volgende stations
| Richting          | Vorig station           | Lijn    | Volgend station | Richting           |
| ----------------- | ----------------------- | ------- | --------------- | ------------------ |
| Mantes-la-Jolie   | Villepreux - Les Clayes | Trans N | Saint-Cyr       | Paris-Montparnasse |
| Plaisir - Grignon | Villepreux - Les Clayes | Trans N | Saint-Cyr       | Paris-Montparnasse |